# Anton Karl von Willburg
Johann Anton Franz Karl Willburger von Willburg (* 27. Dezember 1728 in Lingenau, Vorarlberg; † 26. Mai 1789 in Gmünd, Kärnten), bekannt als Anton Karl von Willburg, war ein österreichischer Arzt, der besonders für seine Arbeiten auf dem Gebiet der Augenheilkunde bekannt ist.

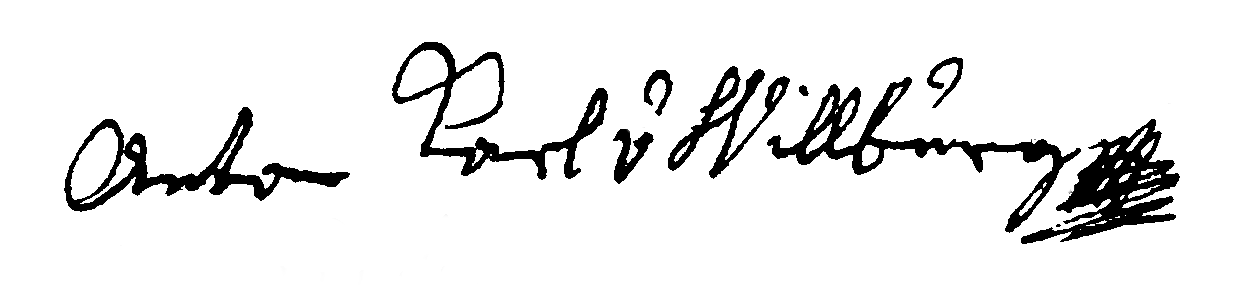
Unterschrift von Anton Karl von Willburg

## Leben
Anton Karl von Willburg wurde als Sohn des Johann Willburger von Willburg, Ammann von Lingenau und seiner zweiten Frau Maria Johanna geborene Rauchmüller geboren. Durch ein Stipendium bekam er die Gelegenheit in Augsburg eine chirurgische Ausbildung zu machen. Danach war er auf Reisen und kam so nach Straßburg, wo er sich in Anatomie und Chirurgie fortbildete. 1757 lernte er in Salzburg Ernst Maria Graf von  Lodron-Laterano kennen. Dieser nahm ihn offiziell als Kammerdiener mit nach Gmünd. Dort übte er wohl zuerst eher das Amt eines Leibarztes aus. Durch seine Fähigkeiten erwarb er sich bald das Wohlwollen seines Dienstherren, aber auch der lokalen Bevölkerung. Zu dieser Zeit war die medizinische Versorgung in Gmünd und allgemein in Oberkärnten unzureichend. Es gab zwar einige Bader, deren medizinisches Wissen aber als unzureichend beschrieben wurde. Der nächste Arzt war in Villach ansässig und für ganz Oberkärnten zuständig.
Gleich nach seiner Ankunft suchte Willburg um eine Genehmigung seiner Arbeit als Chirurg bei der Landeshauptmannschaft in Klagenfurt an, was wohl auch durch den Widerstand der beiden in Gmünd ansässigen Bader und des Arztes in Villach zuerst abgelehnt wurde. Daher wandte er sich mit Hilfe des Grafen Lodron direkt an Kaiserin Maria Theresia in Wien und ersuchte dort um Erlaubnis. Das scheint schließlich erfolgreich gewesen zu sein, denn 1759 wurde seine Niederlassung als Chirurg in Gmünd offiziell von der Landeshauptmannschaft Kärnten bestätigt. Am 20. August 1759 heiratete Willburg die Tochter seines vormaligen Widersachers Balthasar Joseph Hinteregger, einem Bader in Gmünd, Maria Anna Hinteregger. Aus dieser Ehe entstanden 8 Kinder. Zwei seiner Söhne wurden wiederum Ärzte bzw. Chirurgen und sowohl sein Sohn Johann Franz Xaver von Willburg als auch sein Enkelsohn Anton von Willburg waren danach bis 1872 Wundärzte in Gmünd.

## Medizinische Forschung und Tätigkeiten

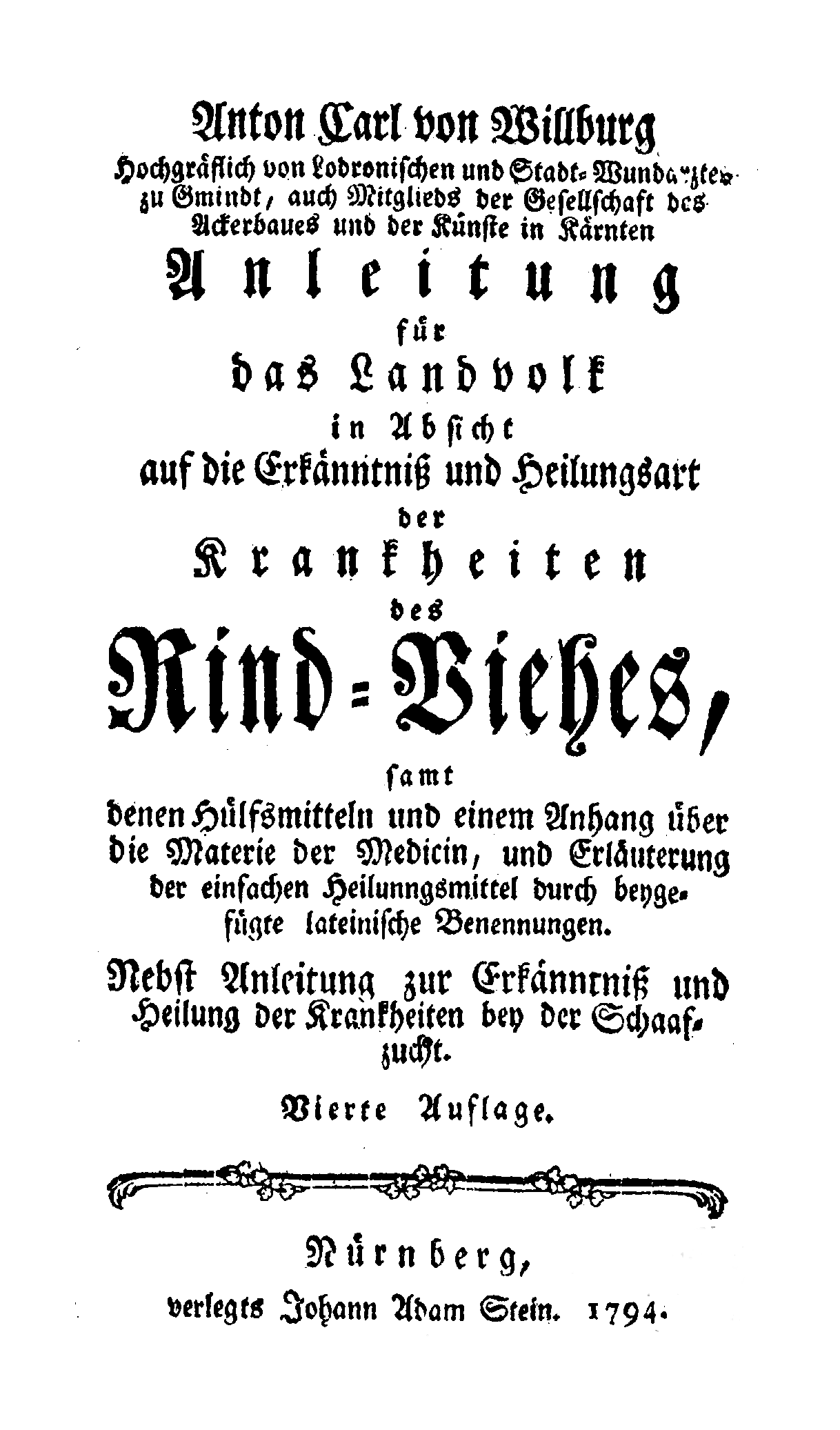
Buch über Rinder- und Schafskrankheiten

Anton Karl von Willburg beschäftigte sich eingehend mit Augenheilkunde, hier besonders mit dem grauen Star und war auch als Tierarzt tätig. Auf diesen Gebieten veröffentlichte er auch Bücher. So veränderte Willburg erfolgreich die Reklinationsmethode, eine damals bekannte Art der von ihm an Stelle der früher praktizierten depressio lentis empfohlenen Operation des grauen Stars, um sie zu vereinfachen. Seine Erkenntnisse veröffentlichte er 1785 im Buch Betrachtung über die bishero gewöhnlichen Operationen des Staars, mit der Anzeige einer leichtern und verbesserten Art dieselben zu machen. Als Tierarzt beschäftigte er sich mit Schaf- und Rinderkrankheiten. 1774 veröffentlichte er das Buch mit dem ausführlichen Titel Anleitung für das Landvolk in Absicht auf die Erkänntniß und Heilungsart der Krankheiten des Rind-Viehes: samt den Hülfsmitteln und einem Anhang über die Materie der Medicin, und Erläuterung der einfachen Heilungsmittel durch beygefügte lateinische Benennungen: nebst Anleitung zur Erkänntniß und Heilung der Krankheiten bey der Schaafzucht.
Weiters hat Willburg um 1767 mit der Gewinnung von Zucker aus Ahorn experimentiert und seine Ergebnisse veröffentlicht. Gleichzeitig erging auch seitens der Regierung ein Aufruf zur Gewinnung und Verwendung von Ahornzucker. Die Expertise des Chirurgen Anton Karl von Willburg kam auch in einem Kriminalfall zum Einsatz. So obduzierte er 1770 in Malta den, unter merkwürdigen Umständen verstorbenen, Jakob Kary, den Ehemann von Eva Kary besser bekannt als Eva Faschaunerin. Das Gerichtsverfahren führte später zur Hinrichtung von Eva Kary.

## Auszeichnungen
- 1765: Goldene Medaille für Verdienste um die österreichische Landwirtschaft, verliehen von Kaiserin Maria Theresia[11]

## Andenken

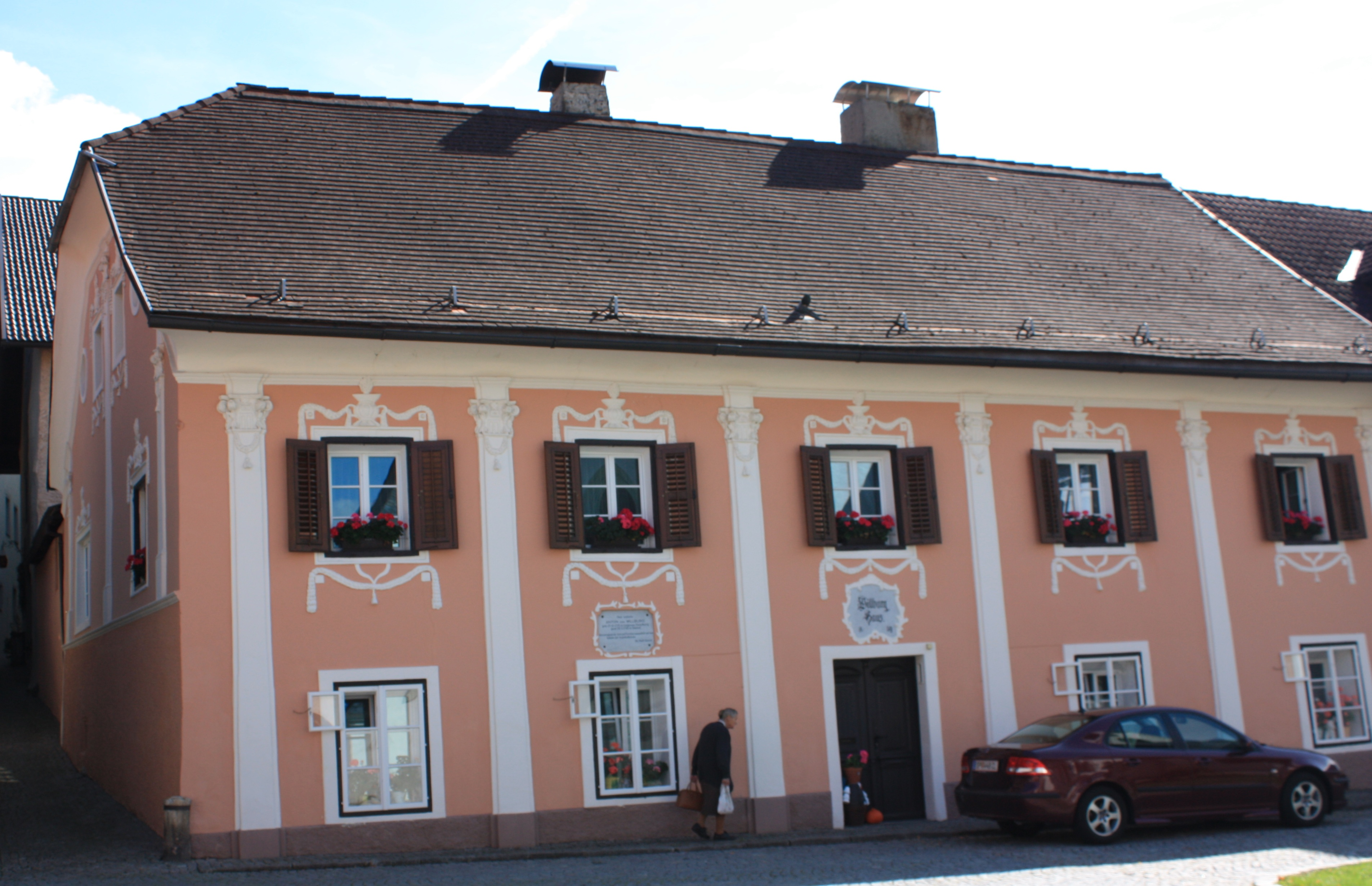
Das Willburg-Haus in der Kirchgasse in Gmünd

In der Stadt Gmünd ist das Haus Nr. 39 in der Kirchgasse, wo Willburg wohnte, als Willburg-Haus bekannt. Das steht auch als Inschrift über der Tür. An dem Haus wurde am 1. November 1932 eine Gedenktafel angebracht:

„Hier wohnte Anton von Willburg, geboren 27. Dezember 1728 in Lingenau, Vorarlberg, gestorben 26. Mai 1789 in Gmünd i. K. Hervorragend als Arzt und Forscher, namentlich auf dem Gebiet der Augenheilkunde.“

Auch ein Weg entlang der Malta wurde als Willburg-Steig nach dem Arzt benannt. Heute ist unklar, ob der Weg noch offiziell diesen Namen trägt.